# Oxie
Oxie est une localité suédoise de la banlieue de Malmö à 10 kilomètres environ au sud-est de Malmö, sur la ligne de chemin de fer Malmö-Ystad.